# Сугоклія-Кам'янувата
Сугоклі́я (Сугоклія-Кам'янувата) — річка в Україні, в межах Кропивницького району Кіровоградської області. Права притока Інгулу (басейн Південного Бугу), в який впадає в південно-східній частині м. Кропивницький (за 312 км течією річки Інгул від її гирла).

## Опис
Довжина 44 км. Площа басейну 527 км². Довжина річкового басейну 33 кілометри. Ширина басейну в середньому 13 км, максимальна 16,2 км. Асиметрія річкового басейну становить 5,5. Похил річки 2,1 м/км. Долина широка, V-подібна. Заплава двобічна. Річище помірно звивисте. Використовується на господарські потреби. Є чимало ставків.

## Розташування

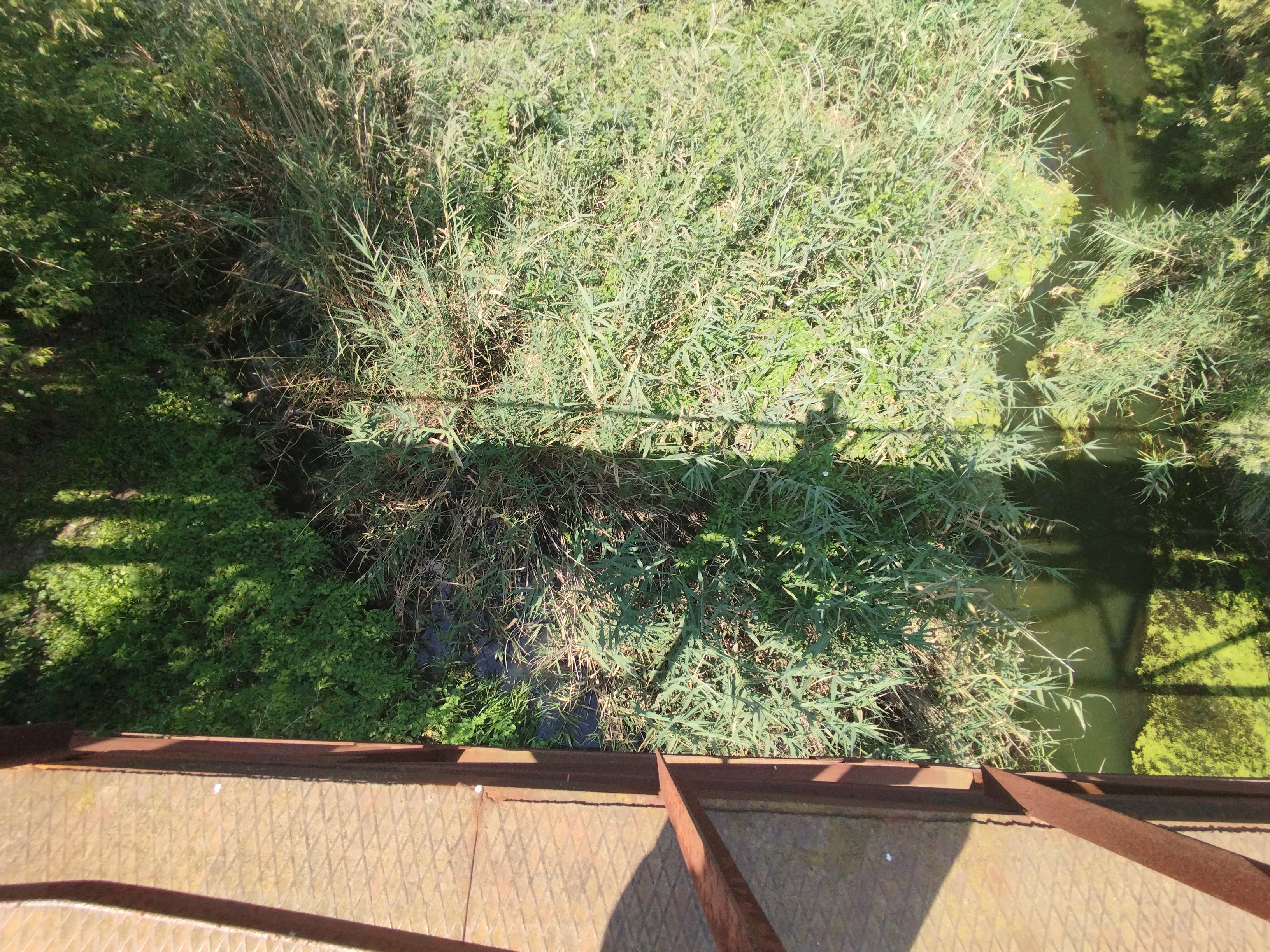
Місце впадіння Сугоклія-Кам'януватої (ліворуч) у Інгул (праворуч)

Бере початок на захід від села Олено-Косогорівка. Тече на схід, згодом на південний схід, потім повертає на північний схід; у межах Кропивницького тече здебільшого на схід і південний схід. Впадає в Інгул на північ від житлового мікрорайону Кропивницького селища Гірниче.
Притоки: Лозоватка (права) і невеликі потічки.

## Населені пункти
Над річкою розташовані такі села (від витоків до гирла): Олено-Косогорівка, Миколаївка, Шевченкове, Карлівка, Нова Павлівка, Новопетрівка, Соколівське, Черняхівка; а також місто Кропивницький.